# Nationaal park New Forest
Het nationaal park New Forest (Engels: New Forest National Park) is een natuurgebied in Zuid-Engeland, gelegen tussen Southampton en Bournemouth. Het bestrijkt voornamelijk het zuidwesten van het graafschap Hampshire met uitlopers naar Zuidoost-Wiltshire en Oost-Dorset.

## Bosbeleving
Hoewel forest meestal wordt vertaald met 'bos' is het begrip forest in het Engels veel breder. Het betreft in dit geval namelijk een bosweide met stukken natuurbos.

## Geschiedenis
Het gebied werd in 1079 bestemd als jachtterrein voor de Engelse koning Willem I, waarbij de rechten van de boeren die er woonden, naar feodaal Normandisch gebruik, drastisch werden ingeperkt. Zij moesten in de toekomst in hun inkomen voorzien met beroepen als houtsprokkelaar of kolenbrander. De economische waarde van het gebied voor de koning bestond aanvankelijk uit het innen van boetes voor het overtreden van de nieuwe regels die bekendstonden als Forest Law. Zijn zoon Richard verongelukte hier tijdens de jacht.
In de eeuwen die volgden werd het gebied gebruikt als bron van hout voor 's konings vloot. Forest Law maakte het praktisch onmogelijk om het bos voor iets anders te gebruiken dan het plunderen van hout en het gebied raakte in verval. Pas in de zeventiende eeuw kwam een beleid van verstandig bosbeheer op gang.
Aan het eind van de twintigste eeuw werd Forest Law afgeschaft. Het gebied heeft tegenwoordig een toeristische functie. Het is vooral bekend omdat er grote aantallen pony's wild rondlopen die de belangrijke graasfunctie vervullen, wat het park een heel eigen ecologie geeft. Er komen diverse reptielen voor, waaronder adders, en de gladde slang. De ponystand wordt niet echt gereguleerd, zodat er veel vrij magere dieren rondlopen.

## Ecologische betekenis
Omdat New Forest door de eeuwen heen begraasd werd door grote grazers, is het resultaat een voorbeeld van wat men met natuurontwikkeling hoopt te bereiken. Zowel het geproduceerde hout als het vlees heeft economische waarde. De ontwikkeling van het New Forest wordt gekenmerkt door elkaar afwisselende perioden van intensieve begrazing en herstel van het bos.

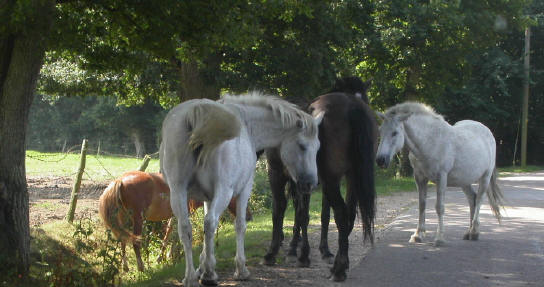
Paarden in New Forest

## Toeristische attracties
- Rufus Stone